# Кедарнатх
Кедарна́тх (англ. Kedarnath, хинди केदारनाथ) — деревня в Гималаях, в округе Рудрапраяг индийского штата Уттаракханд. 
Расположена на высоте 3584 метра над уровнем моря и окружена покрытыми вечными снегами пиками. Это священное место паломничества индуизма и наиболее отдалённое из четырёх мест паломничества Чар-дхам. В Кедарнатхе находится храм Кедарнатха — один из наиболее священных индуистских храмов, который ежегодно посещают множество паломников.
Кедарнатх получил своё название в честь легендарного ведийского царя Кедара, который правил в Сатья-югу. У него была дочь по имени Вринда, которая была частичным воплощением богини Лакшми и в честь которой назван священный город вайшнавизма Вриндаван. Кедарнатх и расположенный в нём храм упоминаются в «Махабхарате», где говорится, что Пандавы удовлетворили Шиву, совершая здесь аскезы.
Кедарнатх — это сезонная деревня. Зимой, из-за сильных снегопадов, Кедарнатх остаётся необитаем и жители спускаются в другие деревни. Храм также закрывается на шесть месяцев, с ноября по апрель. При этом храмовое божество переносят в Укхиматх, рядом с Гуптакаши.
Согласно всеиндийской переписи 2001 года, население Кедарнатха составляло 479 человек. Из них, мужчины — 98 %, женщины — 2 %. Средний уровень грамотности населения равнялся 63 %, что выше среднеиндийского уровня (59,5 %.) Грамотность среди мужчин была 63 %, среди женщин — 36 %. В Кедарнатхе не было ни одного ребёнка младше 6 лет.

## Как добраться
Добраться до Кедарнатха довольно сложно. Есть два пути в деревню:
1. Пешком 24 км по горной тропе от Гаурикунда, до которого в свою очередь можно доехать от Ришикеша, Харидвара, Дехрадуна и др.
2. На вертолёте.